# Eero Mäntyranta
Eero Antero Mäntyranta (Turtola, 1937. november 20. – Oulu, 2013. december 30.) háromszoros olimpiai bajnok, kétszeres világbajnok finn sífutó.

## Pályafutása
Négy olimpián vett részt (1960–1972), ezeken hét érmet nyert, köztük három aranyat. Ő volt a finn sísport egyik legeredményesebb versenyzője. Az 1964-es téli olimpián két arannyal és egy ezüsttel az olimpia sztárja volt, és a sífutó- és biatlonversenyek helyszínéről itt kapta a „Mister Seefeld” becenevet. Öt érmet, köztük két aranyat nyert az északisí-világbajnokságokon.
Ugyanakkor ő volt az első finn sportoló, akit doppingvétségen értek. Az 1972-es nemzeti bajnokságon akadt fenn amfetamin használatával. Ezt az ügyet először elhallgatták, a szapporói olimpia után – ahol már nem nyert érmet – derült fény az esetre. Mäntyranta később elismerte, hogy hormonkészítményeket is használt, ezek azonban még nem voltak tiltva akkoriban.

## Sikerei
- Háromszoros olimpiai bajnok
- Kétszeres világbajnok
- Ötszörös finn nemzeti bajnok
- Az év finn sportolója (1964, 1966)